# Chrysotus pilitibia
Chrysotus pilitibia är en tvåvingeart som beskrevs av Negrobov och Maslova 1995. Chrysotus pilitibia ingår i släktet Chrysotus och familjen styltflugor.
Artens utbredningsområde är Ukraina. Inga underarter finns listade i Catalogue of Life.